# Rychlobruslení na Zimních olympijských hrách 1976
Závody v rychlobruslení se na Zimních olympijských hrách 1976 v Innsbrucku uskutečnily ve dnech 5.–14. února 1976 na otevřené dráze Olympia Eisstadion.

## Přehled

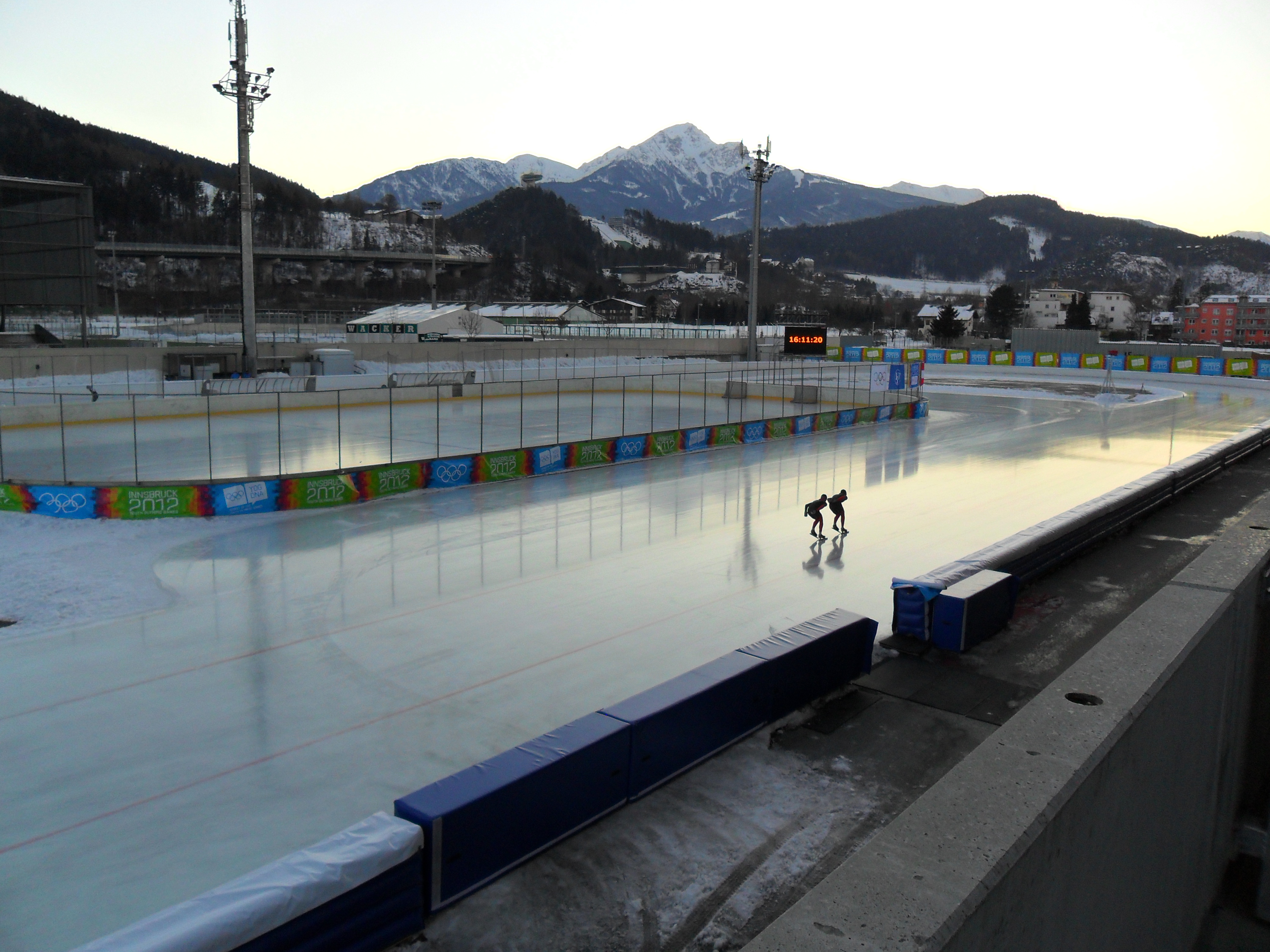
Olympia Eisstadion

V Innsbrucku bylo na programu celkem 9 závodů, pět pro muže a čtyři pro ženy. Muži startovali na tratích 500 m, 1000 m, 1500 m, 5000 m a 10 000 m, ženy na tratích 500 m, 1000 m, 1500 m a 3000 m. Závod na 1000 m mužů měl v Innsbrucku olympijskou premiéru.

## Medailové pořadí zemí

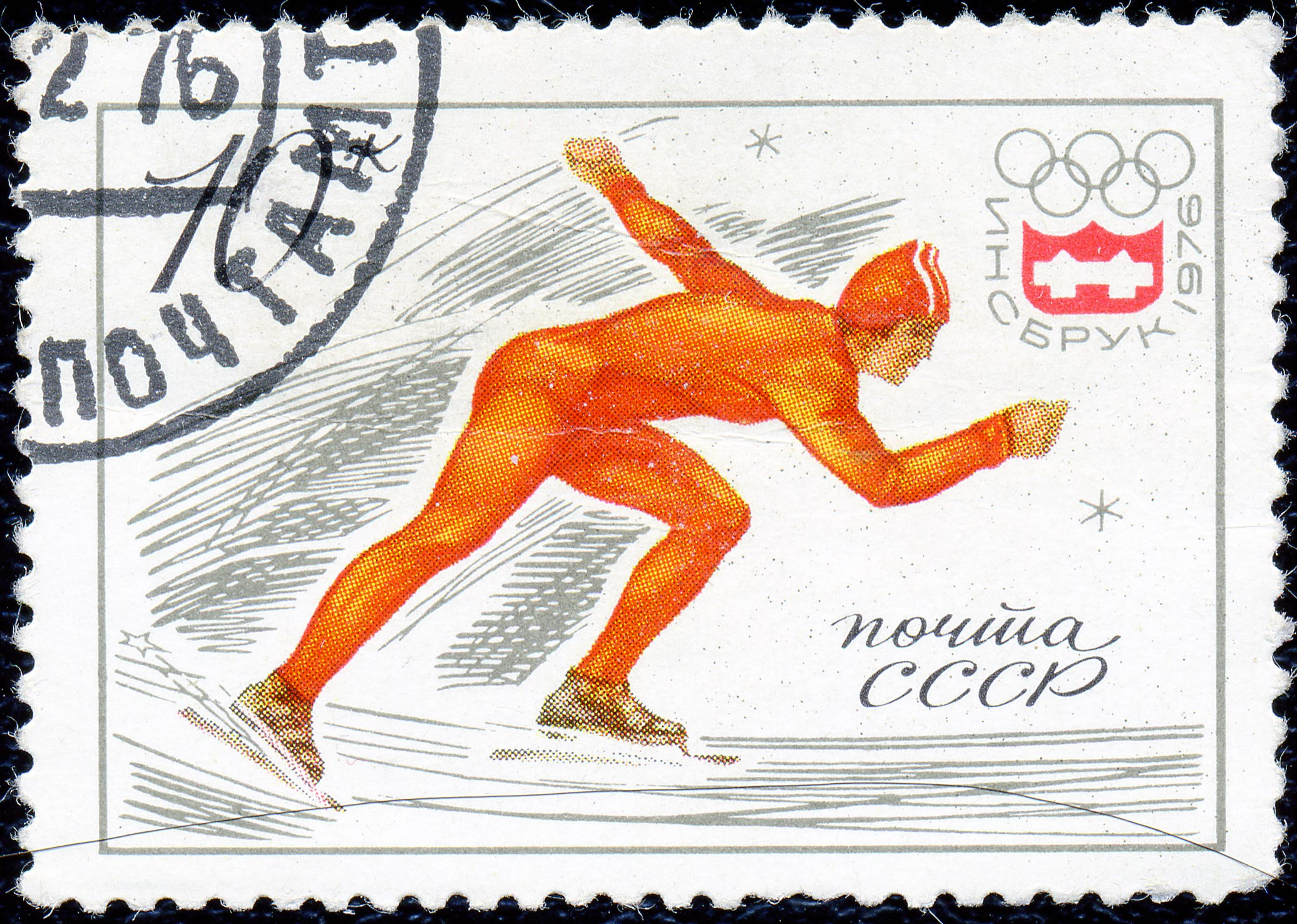
Sovětská známka s motivem rychlobruslení vydaná při příležitosti ZOH 1976

| Pořadí  | Země                                 | Zlato | Stříbro | Bronz | Celkově |
| ------- | ------------------------------------ | ----- | ------- | ----- | ------- |
| 1.      | Sovětský svaz (URS)                  | 4     | 2       | 3     | 9       |
| 2.      | Spojené státy americké (USA)         | 2     | 2       | 2     | 6       |
| 3.      | Norsko (NOR)                         | 2     | 2       | 1     | 5       |
| 4.      | Nizozemsko (NED)                     | 1     | 1       | 3     | 5       |
| 5.      | Kanada (CAN)                         | 0     | 1       | 0     | 1       |
| 5.      | Německá demokratická republika (GDR) | 0     | 1       | 0     | 1       |
| Celkově | Celkově                              | 9     | 9       | 9     | 27      |

## Muži

### 500 m
| Pořadí           | Jméno            | Země                   | Čas        | Ztráta |
| ---------------- | ---------------- | ---------------------- | ---------- | ------ |
| Zlatá medaile    | Jevgenij Kulikov | Sovětský svaz          | 39,17 (OR) | 0,00   |
| Stříbrná medaile | Valerij Muratov  | Sovětský svaz          | 39,25      | +0,08  |
| Bronzová medaile | Dan Immerfall    | Spojené státy americké | 39,54      | +0,37  |
| 4.               | Mats Wallberg    | Švédsko                | 39,56      | +0,39  |
| 5.               | Peter Mueller    | Spojené státy americké | 39,57      | +0,40  |
| 6.               | Arnulf Sunde     | Norsko                 | 39,78      | +0,61  |
| 6.               | Jan Bazen        | Nizozemsko             | 39,78      | +0,61  |
| 8.               | Andrej Malikov   | Sovětský svaz          | 39,85      | +0,68  |
| 9.               | Oloph Granath    | Švédsko                | 39,93      | +0,76  |
| 10.              | James Chapin     | Spojené státy americké | 40,09      | +0,92  |

### 1000 m
| Pořadí           | Jméno             | Země                           | Čas          | Ztráta |
| ---------------- | ----------------- | ------------------------------ | ------------ | ------ |
| Zlatá medaile    | Peter Mueller     | Spojené státy americké         | 1:19,32 (OR) | 0,00   |
| Stříbrná medaile | Jørn Didriksen    | Norsko                         | 1:20,45      | +1,13  |
| Bronzová medaile | Valerij Muratov   | Sovětský svaz                  | 1:20,57      | +1,25  |
| 4.               | Alexandr Safronov | Sovětský svaz                  | 1:20,84      | +1,52  |
| 5.               | Hans van Helden   | Nizozemsko                     | 1:20,85      | +1,53  |
| 6.               | Gaétan Boucher    | Kanada                         | 1:21,23      | +1,91  |
| 7.               | Mats Wallberg     | Švédsko                        | 1:21,27      | +1,95  |
| 8.               | Pertti Niittylä   | Finsko                         | 1:21,43      | +2,11  |
| 9.               | Horst Freese      | Západní Německo                | 1:21,48      | +2,16  |
| 10.              | Klaus Wunderlich  | Německá demokratická republika | 1:21,67      | +2,35  |

### 1500 m
| Pořadí           | Jméno             | Země                           | Čas          | Ztráta |
| ---------------- | ----------------- | ------------------------------ | ------------ | ------ |
| Zlatá medaile    | Jan Egil Storholt | Norsko                         | 1:59,38 (OR) | 0,00   |
| Stříbrná medaile | Jurij Kondakov    | Sovětský svaz                  | 1:59,97      | +0,59  |
| Bronzová medaile | Hans van Helden   | Nizozemsko                     | 2:00,87      | +1,49  |
| 4.               | Sergej Rjabev     | Sovětský svaz                  | 2:02,15      | +2,77  |
| 5.               | Daniel Carroll    | Spojené státy americké         | 2:02,26      | +2,88  |
| 6.               | Piet Kleine       | Nizozemsko                     | 2:02,28      | +2,90  |
| 7.               | Eric Heiden       | Spojené státy americké         | 2:02,40      | +3,02  |
| 8.               | Colin Coates      | Austrálie                      | 2:03,34      | +3,96  |
| 9.               | Klaus Wunderlich  | Německá demokratická republika | 2:03,41      | +4,03  |
| 10.              | Olavi Köppä       | Finsko                         | 2:03,69      | +4,31  |

### 5000 m
| Pořadí           | Jméno             | Země                           | Čas     | Ztráta |
| ---------------- | ----------------- | ------------------------------ | ------- | ------ |
| Zlatá medaile    | Sten Stensen      | Norsko                         | 7:24,48 | 0,00   |
| Stříbrná medaile | Piet Kleine       | Nizozemsko                     | 7:26,47 | +1,99  |
| Bronzová medaile | Hans van Helden   | Nizozemsko                     | 7:26,54 | +2,06  |
| 4.               | Viktor Varlamov   | Sovětský svaz                  | 7:30,97 | +6,49  |
| 5.               | Klaus Wunderlich  | Německá demokratická republika | 7:33,82 | +9,34  |
| 6.               | Daniel Carroll    | Spojené státy americké         | 7:36,46 | +11,98 |
| 7.               | Vladimir Ivanov   | Sovětský svaz                  | 7:37,73 | +13,25 |
| 8.               | Örjan Sandler     | Švédsko                        | 7:39,69 | +15,21 |
| 9.               | Jan Egil Storholt | Norsko                         | 7:40,60 | +16,12 |
| 10.              | Colin Coates      | Austrálie                      | 7:41,96 | +17,48 |

### 10 000 m
| Pořadí           | Jméno           | Země                   | Čas           | Ztráta |
| ---------------- | --------------- | ---------------------- | ------------- | ------ |
| Zlatá medaile    | Piet Kleine     | Nizozemsko             | 14:50,59 (OR) | 0,00   |
| Stříbrná medaile | Sten Stensen    | Norsko                 | 14:53,30      | +2,71  |
| Bronzová medaile | Hans van Helden | Nizozemsko             | 15:02,02      | +11,43 |
| 4.               | Viktor Varlamov | Sovětský svaz          | 15:06,06      | +15,47 |
| 5.               | Örjan Sandler   | Švédsko                | 15:16,21      | +25,62 |
| 6.               | Colin Coates    | Austrálie              | 15:16,80      | +26,21 |
| 7.               | Daniel Carroll  | Spojené státy americké | 15:19,29      | +28,70 |
| 8.               | Franz Krienbühl | Švýcarsko              | 15:36,13      | +45,54 |
| 9.               | Olavi Köppä     | Finsko                 | 15:39,73      | +49,14 |
| 10.              | Amund Sjøbrend  | Norsko                 | 15:43,29      | +52,70 |

## Ženy

### 500 m
| Pořadí           | Jméno              | Země                           | Čas        | Ztráta |
| ---------------- | ------------------ | ------------------------------ | ---------- | ------ |
| Zlatá medaile    | Sheila Youngová    | Spojené státy americké         | 42,76 (OR) | 0,00   |
| Stříbrná medaile | Cathy Priestnerová | Kanada                         | 43,12      | +0,36  |
| Bronzová medaile | Taťjana Averinová  | Sovětský svaz                  | 43,17      | +0,41  |
| 4.               | Leah Poulosová     | Spojené státy americké         | 43,21      | +0,44  |
| 5.               | Vera Krasnovová    | Sovětský svaz                  | 43,23      | +0,46  |
| 6.               | Ljubov Sadčikovová | Sovětský svaz                  | 43,80      | +1,04  |
| 7.               | Makiko Nagajaová   | Japonsko                       | 43,88      | +1,12  |
| 8.               | Paula Halonenová   | Finsko                         | 43,99      | +1,23  |
| 9.               | Lori Monková       | Spojené státy americké         | 44,00      | +1,24  |
| 10.              | Heike Langeová     | Německá demokratická republika | 44,21      | +1,45  |

### 1000 m
| Pořadí           | Jméno              | Země                           | Čas          | Ztráta |
| ---------------- | ------------------ | ------------------------------ | ------------ | ------ |
| Zlatá medaile    | Taťjana Averinová  | Sovětský svaz                  | 1:28,43 (OR) | 0,00   |
| Stříbrná medaile | Leah Poulosová     | Spojené státy americké         | 1:28,57      | +0,14  |
| Bronzová medaile | Sheila Youngová    | Spojené státy americké         | 1:29,14      | +0,71  |
| 4.               | Sylvia Burkaová    | Kanada                         | 1:29,47      | +1,04  |
| 5.               | Monika Pflugová    | Západní Německo                | 1:29,54      | +1,11  |
| 6.               | Cathy Priestnerová | Kanada                         | 1:29,66      | +1,23  |
| 7.               | Ljudmila Titovová  | Sovětský svaz                  | 1:30,06      | +1,63  |
| 8.               | Heike Langeová     | Německá demokratická republika | 1:30,55      | +2,12  |
| 9.               | Makiko Nagajaová   | Japonsko                       | 1:31,23      | +2,80  |
| 10.              | Erwina Ryśová      | Polsko                         | 1:31,59      | +3,16  |

### 1500 m
| Pořadí           | Jméno                  | Země                           | Čas          | Ztráta |
| ---------------- | ---------------------- | ------------------------------ | ------------ | ------ |
| Zlatá medaile    | Galina Stěpanská       | Sovětský svaz                  | 2:16,58 (OR) | 0,00   |
| Stříbrná medaile | Sheila Youngová        | Spojené státy americké         | 2:17,06      | +0,48  |
| Bronzová medaile | Taťjana Averinová      | Sovětský svaz                  | 2:17,96      | +1,38  |
| 4.               | Lisbeth Korsmová       | Norsko                         | 2:18,99      | +2,41  |
| 5.               | Karin Kessowová        | Německá demokratická republika | 2:19,05      | +2,47  |
| 6.               | Leah Poulosová         | Spojené státy americké         | 2:19,11      | +2,53  |
| 7.               | Ines Bautzmannová      | Německá demokratická republika | 2:19,63      | +3,05  |
| 8.               | Erwina Ryśová          | Polsko                         | 2:19,69      | +3,11  |
| 9.               | Sylvia Burkaová        | Kanada                         | 2:19,74      | +3,16  |
| 10.              | Andrea Mitscherlichová | Německá demokratická republika | 2:20,05      | +3,47  |

### 3000 m
| Pořadí           | Jméno                   | Země                           | Čas          | Ztráta |
| ---------------- | ----------------------- | ------------------------------ | ------------ | ------ |
| Zlatá medaile    | Taťjana Averinová       | Sovětský svaz                  | 4:45,19 (OR) | 0,00   |
| Stříbrná medaile | Andrea Mitscherlichová  | Německá demokratická republika | 4:45,23      | +0,04  |
| Bronzová medaile | Lisbeth Korsmová        | Norsko                         | 4:45,24      | +0,05  |
| 4.               | Karin Kessowová         | Německá demokratická republika | 4:45,60      | +0,41  |
| 5.               | Ines Bautzmannová       | Německá demokratická republika | 4:46,67      | +1,48  |
| 6.               | Sylvia Filipssonová     | Švédsko                        | 4:48,15      | +2,96  |
| 7.               | Nancy Swiderová         | Spojené státy americké         | 4:48,46      | +3,27  |
| 8.               | Sylvia Burkaová         | Kanada                         | 4:49,04      | +3,85  |
| 9.               | Sijtje van der Lendeová | Nizozemsko                     | 4:50,86      | +5,67  |
| 10.              | Erwina Ryśová           | Polsko                         | 4:50,95      | +5,76  |

## Program
| Den    | Datum          | Závod         |
| ------ | -------------- | ------------- |
| den 2  | 5. února 1976  | 1500 m ženy   |
| den 3  | 6. února 1976  | 500 m ženy    |
| den 4  | 7. února 1976  | 1000 m ženy   |
| den 5  | 8. února 1976  | 3000 m ženy   |
| den 7  | 10. února 1976 | 500 m muži    |
| den 8  | 11. února 1976 | 5000 m muži   |
| den 9  | 12. února 1976 | 1000 m muži   |
| den 10 | 13. února 1976 | 1500 m muži   |
| den 11 | 14. února 1976 | 10 000 m muži |

## Zúčastněné země
- Austrálie (1)
- Belgie (2)
- Finsko (4)
- Francie (2)
- Itálie (6)
- Japonsko (9)
- Jižní Korea (2)
- Kanada (8)
- Německá demokratická republika (9)
- Nizozemsko (7)
- Norsko (9)
- Polsko (4)
- Rakousko (4)
- Sovětský svaz (16)
- Spojené státy americké (14)
- Švédsko (9)
- Švýcarsko (1)
- Velká Británie (2)
- Západní Německo (3)